# Penny Marshall
Penny Marshall (Bronx, 15 de outubro de 1943 — Los Angeles, 17 de dezembro de 2018) foi uma atriz, produtora e diretora. Ela foi a primeira mulher a dirigir dois filmes ganhando acima de 100 milhões de dólares cada (Quero Ser Grande e Uma Equipe Muito Especial).

## Biografia

### Infância
Penny Marshall nasceu no Bronx, em Nova Iorque filha de Anthony Wallace Marshall, um Italiano Americano, e Marjorie Irene Ward, que tem ancestrais Ingleses e Escoceses. Ela é a irmã do escritor, produtor e diretor Garry Marshall e do produtor de televisão Ronny Hallin. Ela se graduou em Walton High School na cidade de Nova Iorque esteva na Universidade do Novo México.

### Vida pessoal
Marshall foi casada com o ator e diretor Rob Reiner (1971 - 1981). É uma ávida colecionadora de "lembretes" de esportes e proprietária de bilhetes de uma temporada dos Los Angeles Clippers e Los Angeles Lakers. Ela também é uma grande fã dos New York Yankees.

### Morte
Marshall morreu em sua residência em Hollywood Hills, um bairro de Los Angeles no estado da Califórnia nos Estados Unidos, em 18 de dezembro de 2018 em decorrência de problemas relacionados à diabetes.

## Filmografia

### Como atriz
- The Savage Seven (1968)
- How Sweet It Is! (1968)
- The Grasshopper (1970)
- The Christian Licorice Store (1971) (cenas deletadas)
- How Come Nobody's on Our Side? (1975)
- 1941 (1979)
- Movers & Shakers (1985)
- She's Having a Baby (1988)
- Simpsons–Some Enchanted Evening (1990) (voz)
- Hocus Pocus (1993)
- Get Shorty (1995)
- One Vision (1998) (documentário)
- Special Delivery (1999)
- Stateside (2004)
- Looking for Comedy in the Muslim World (2005)
- Alice Upside Down (2007)
- Sam & Cat (2013)

### Como diretora
- Jumpin' Jack Flash (1986)
- Big (1988)
- Awakenings (1990)
- A League of Their Own (1992)
- Renaissance Man (1994)
- The Preacher's Wife (1996)
- Riding in Cars with Boys (2001)